# Bojana Kovačević
Bojana Kovačević (in serbo Бојана Ковачевић?; Cattaro, 9 novembre 1996) è una cestista montenegrina.

## Carriera
Con il Montenegro ha disputato due edizioni dei Campionati europei (2019, 2021).